# 生まれ来る子供たちのために
「生まれ来る子供たちのために / この海に誓って」（うまれくるこどもたちのために このうみにちかって）は、1980年3月5日に発売されたオフコース通算18枚目のシングル。

## 解説
「生まれ来る子供たちのために」は、アルバム『Three and Two』からのシングルカットで、アルバム収録曲と同内容。後にベスト・アルバム『SELECTION 1978-81』にビル・シュネーによるミキシングで収録されたほか、ライヴ・ヴァージョンがライブ・アルバム『LIVE』に収録された。
この曲は後に小田和正がシングル「たしかなこと」のカップリング曲としてセルフ・カヴァーした。ヒットした「さよなら」の次のシングルとして、この曲を発表した経緯を小田はリリースの頃、インタビューで以下のように発言している。
1979年秋のコンサート・ツアー“Three and Two”では、この曲の演奏中、ヨットのイメージ・フィルムがバックに映写され、その一コマが『SELECTION 1978-81』封入のブックレットに掲載された。
B面「この海に誓って」は、1978年8月にレコーディングされていた松尾一彦のリード・ヴォーカル曲。この曲が、彼にとってオフコースへの初提供曲となる。ライブではそれ以前から松尾や清水仁のリード・ヴォーカル曲は披露されていたが、小田と鈴木康博以外のメンバーのリード・ヴォーカル曲が音源化されるのは今回が初となった。間奏とコーダには松尾自身の演奏によるハーモニカが収録されているが、松尾によれば、ブルースハープを少し歪ませてのプレイだという。この曲はオリジナル・アルバムには未収録だが、2017年にリリースされた、松尾のハーモニカ・プレイに焦点を当てた2枚組コンピレーション・アルバム『MY HARP LIFE 〜Kazuhiko Matsuo Best Harmonica Works』に収録された。

## パッケージ、アートワーク
ジャケットはハードケース仕様で、裏面には上半分に「生まれ来る子供たちのために」の歌詞、下半分にメンバーの集合写真がそれぞれ掲載され、「この海に誓って」の歌詞は掲載されていない。また、シングルでは本作からジャケット裏面に、音楽出版社のフジパシフィックミュージックとフェアウェイミュージックが、クレジットされるようになった。

## 収録曲

### SIDE A
1. 生まれ来る子供たちのために   UMAREKURU KODOMOTACHI NO TAMENI  –  (4'53")
  - 作詩[注釈 8] · 作曲：小田和正、編曲：オフコース
  -  — Three and Two — より

### SIDE B
1. この海に誓って   KONO UMI NI CHIKATTE  –  (4'56")
  - 作詩[注釈 8]：小田和正、作曲：松尾一彦、編曲：オフコース   1978年8月録音
  - アルバム未収録曲

## クレジット
- プロデュース：オフコース
- © 1979 Pacific Music Publishing Co., Ltd. & FAIRWAY MUSIC Co., LTD.

## リリース日一覧
| 地域 | タイトル                                    | リリース日   | レーベル                        | 規格               | カタログ番号 | 備考 |
| ---- | ------------------------------------------- | ------------ | ------------------------------- | ------------------ | ------------ | --- |
| 日本 | 生まれ来る子供たちのために / この海に誓って | 1980年3月5日 | EXPRESS ⁄ TOSHIBA EMI           | 7"シングルレコード | ETP-10707    | 「生まれ来る子供たちのために」アルバム『Three and Two』からのリカット、「この海に誓って」はオリジナル・アルバム未収録。 |
| 日本 | 生まれ来る子供たちのために / この海に誓って | 2020年6月3日 | USM JAPAN ⁄ UNIVERSAL MUSIC LLC | CD                 | UPCX-4239    | デビュー・シングル『群衆の中で / 陽はまた昇る』からラスト・シングル『夏の別れ / 逢いたい』までを収録した全36枚組CD BOX『コンプリート・シングル・コレクションCD BOX』(UPCY-9918)の中の1タイトル。発表当時のアナログ7インチ・シングルのアートワークを再現した12cm紙ジャケット仕様CD。ジャケットはオリジナル・アナログ盤を模したハードケース仕様。 |

## 佐藤竹善のカヴァー
「生まれ来る子供たちのために」は、2002年11月20日に発売された佐藤竹善通算5作目のシングル。後にコラボレート・カヴァー・アルバム『CORNERSTONES 2』にも収録された。

### 解説
2002年8月にリリースされたSKOOPとのカヴァー・コラボレート・シングル「amanogawa」に続いてリリースされたカヴァー・コラボレート・シングル第2弾。
本作では作者である小田和正をプロデューサーに迎え、1996年のPLUS ONE以来の本格的なコラボレートとなった。この曲ではセリフパートに松たか子、ハーモニカにトゥーツ・シールマンスがそれぞれ参加した。
1979年当時、高校2年生だった佐藤は、友達の家に集まっては夜中まで「生まれ来る子供たちのために」をよく聴いていたという。この曲について佐藤は「当時の僕は洋楽を聴きつつ、邦楽はオフコース一色でした。いわゆる恋愛の歌が多いオフコースの中で、ここまで直接的なメッセージソングというのは初めてだったんで、すごくハマってしまったんです。オフコースで好きな曲はたくさんあるけど、これは、その中でもベストに入る曲ですね」と、この曲への思いをインタビューで語っている。
この曲をカヴァーするきっかけは前年2001年の全米同時多発テロで、そのとき真っ先に思い浮かんだ曲が、スティーヴィー・ワンダーの「ある愛の伝説 (Love's in Need of Love Today)」と「生まれ来る子供たちのために」だったからだという。「小田さんがこの曲で歌ったことは、日本でも世界でもいまだに実現されているとは言えないじゃないですか。だから、より一層力を持った曲にもなっていると思うし、いつかカヴァーしたいと思っていたんですよね」。そして、この想いを直接小田に伝えたところ、プロデュースも引き受けてくれることになったという。
ヴォーカルダビングに際し、マイクの前では「子供たちに向けて、ひたすら唄っていた」と言い、「テロの問題でも、僕の中では子供対大人みたいなところがあって、最終的に犠牲になっているのは子供たちだと思うんです。精神的にも子供たちがジワジワと犠牲になっていく。『世の中はこういうものなんだ!』と無意識に植え付けていく大人の意識で、子供たちが踏みにじられていくのを最近強く感じるんです。この歌を唄ったことで、今の自分の憤りだったり、逆に子供たちに対する想いが非常に強くなりましたね。そこの部分を、この歌で伝えたいというのはありました」と、この曲に託した思いについて語っていた。

### 収録曲
1. 生まれ来る子供たちのために
  - 作詞・作曲：小田和正
  - 東洋羽毛企業CMソング
2. 真夜中のギター
  - 作詞：吉岡治　作曲：河村利夫
  - アルバム未収録曲
3. 雨のバラード
  - 作詞：こうじはるか　作曲：植田嘉靖
  - アルバム未収録曲
4. 生まれ来る子供たちのために（instrumental）

### クレジット

#### 生まれ来る子供たちのために
- Produced and arranged by Kazumasa Oda
- Vocals:Chikuzen Satõ
- Chorus:Kazumasa Oda
- Bass:Kaoru Yamauchi
- Guitars:Yoshiyuki Sahashi
- Percussions:Mansaku Kimura
- Harmonica:Toots Thielemans
- Strings:Chieko Kinbara Strings
- Violins:Chieko Kinbara, Haruko Yano, Noriyo Obayashi, Hitomi Konno, Yoshihiko Eida, Nagisa Kiriyama, Yuriko Iwato, Osamu Iyoku
- Violas:Hirohito Furukawa, Sachie Onuma
- Violoncello:Masami Horikawa, Ayano Kasahara
- Contrabass:Kazuki Chiba, Takashi Taninaka
- Programming:Hideki Mochizuki
- Speaking:Takako Matsu
- Mixed by Bill Schnee at Bill Schnee Studios(L.A, CA)
- Recorded by Yoshihide Mikami, Mizuo Miura and Ben Holt at Bunkamura Studio, On Air Azabu and Quad Recording Studios (NYC)
- 2nd Engineer:Kazutaka Mori, Jay Spears and Ryen Pedrie
- Kazumasa Oda appears by the courtesy of BMG FUNHOUSE, INC.

#### 真夜中のギター、雨のバラード
- Vocal:Chikuzen Satõ
- Guitar:Yoshito Tanaka
- Recorded and Mixed by Masashi Hashimoto at BAYBRIDGE STUDIO
- 2nd Engineer:Hisayoshi Kondo

#### スタッフ
- Mastered by Ted Jensen at STERLING SOUND (NYC)
- US Production Management:Cobra Endo, Jerry McBee (Mugen Enterprises)
- 生まれ来る子供たちのために 1979 by FUJIPACIFIC MUSIC INC.
- 真夜中のギター ※ 新録音（楽曲協力:コロムビアミュージックエンタテインメント株式会社）
- Creative Direction:Tomoe Onishi (mili)
- Art Direction & Design:Megumi Ukisu (TIDE DESIGN)
- Photograph (Chikuzen):Kentaro Shibuya
- Hair & Make up:Takehiko Yamada
- Styling:Naoteru Ikeda
- Originally Released in 2002/11/20 as UNIVERSAL J ⁄ UNIVERSAL-MUSIC K.K. UPCH-5136

## Bank Bandのカヴァー
「生まれ来る子供たちのために」（うまれくるこどもたちのために）は、日本のバンド・Bank Bandの1作目の配信限定シングル。2005年11月1日から同年11月30日までiTunes Store限定で発売された。収益金の一部はap bankの環境プロジェクト支援のために使用される。

### 収録曲
1. 生まれ来る子供たちのために [5:16]
  - 作詞・作曲：小田和正 / 編曲：Bank Band / プロデュース：小林武史

  - 日本テレビ系『ドラマ・コンプレックス』終戦六十年スペシャルドラマ『火垂るの墓 -ほたるのはか-』エンディングテーマ[3]。
  - 前年に行なわれたライブ『BGM Vol.2 〜沿志奏逢』で演奏されていた楽曲。主題歌起用を受けて新たにスタジオレコーディングされた[4]。
  - 2006年7月19日発売のシングル「to U」にカップリング曲として収録され[3]、初CD化となった。
  - ミュージック・ビデオが制作されており、監督を務めた丹下紘希の映像作品集『TANGE KOUKI VIDEO COLLECTION』に収録されている。

### テレビ出演
| 番組名     | 日付          | 放送局     | 演奏曲                     |
| ---------- | ------------- | ---------- | -------------------------- |
| 僕らの音楽 | 2006年7月28日 | フジテレビ | to U                       |
| 僕らの音楽 | 2006年7月28日 | フジテレビ | 生まれ来る子供たちのために |

### ライブ映像作品
| 曲名                       | 作品名               |
| -------------------------- | -------------------- |
| 生まれ来る子供たちのために | BGM Vol.2 〜沿志奏逢 |
| 生まれ来る子供たちのために | ap bank fes '06      |

## RED RIBBON Spiritual Song 〜生まれ来る子供たちのために〜
「RED RIBBON Spiritual Song 〜生まれ来る子供たちのために〜」（レッド・リボン・スピリチュアル・ソング うまれくるこどもたちのために）は、日本のチャリティーユニット・AIDS チャリティ Projectのシングル。2007年11月28日にワーナーミュージック・ジャパンより発売された。
通常盤のみの1形態で発売。2008年5月までの期間限定生産。ラジオDJの山本シュウの呼びかけに賛同したミュージシャンによって制作されたチャリティーソング。12月1日の世界エイズデーに先駆けて制作され、売上利益は日本エイズストップ基金に寄付された。アートディレクターは中島康雄が担当。

### 収録曲
- プロデュース：山本シュウ

1. RED RIBBON Spiritual Song 〜生まれ来る子供たちのために〜 [5:51]
  - 作詞：小田和正・桜井和寿（Mr.Children）・RYO（ケツメイシ）・若旦那（湘南乃風） / 作曲：小田和正 / 編曲：YANAGIMAN

  - 世界エイズデーチャリティーソング。
  - ミュージック・ビデオが制作されており、1組のカップルの人生を映すという内容になっている。
2. RED RIBBON Spiritual Song 〜生まれ来る子供たちのために〜 ＜カラオケver.＞ [5:51]

### 参加ミュージシャン
- 絢香：Vocal
- 小田和正：Vocal
- 加藤ミリヤ：Vocal
- TAKE（Skoop On Somebody）：Vocal
- TERU（GLAY）：Vocal
- 一青窈：Vocal
- RYO（ケツメイシ）：Vocal
- 若旦那（湘南乃風）：Vocal
- TAKURO（GLAY）：Guitar
- 奥田健治：Guitar
- YANAGIMAN：Bass, Other Instrumental
- 後藤勇一郎Strings：Strings